# Sánchez de Talavera
Ferran o Ferrant Sánchez de Talavera o Calavera (entre 1370 i 1385 – abans de 1443) va ser un poeta castellà del Prerenaixement, pertanyent a l'"Escola al·legòric-dantesca".

## Biografia
No està resolta la denominació del seu cognom, a causa de la confusió freqüent entre T i C en els manuscrits de l'època. Les fonts dels seus textos inclinen a pensar que va ser judeo-convers. Sens dubte va ser poeta cortesà a l'època d'Enric III i Joan II de Castella, i les seves obres refereixen que va passar per problemes econòmics freqüents. Segons Juan Alfonso de Baena, un dels primers col·leccionistes dels seus versos, un dia es va cansar de la vida a la Cort i va prendre l'hàbit religiós-guerrer de l'Ordre de Calatrava. En efecte, una persona del seu nom va ser Comanador de l'Ordre de Calatrava a Villarrubia en temps del mestre Luis González de Guzmán, que ho va ser entre 1407 i 1443. Per tant, Pedro José Pidal conclou que va haver de morir abans de 1443.

## Obra
Talavera va cultivar sobretot una poesia de tipus moral i teològic. La seva obra mostra una preocupació constant pel problema de la justícia divina. Segons Marcelino Menéndez Pelayo, per la seva poesia.
"pasan ráfagas de escepticismo, de pesimismo y aun de fatalismo. Él fue quien propuso a los demás trovadores la terrible cuestión de predestinados y precitos. (Antología, I, 382)."
Es tracta d'un debat poètic amb el canceller Pedro López de Ayala i sis poetes més sobre el tema de la salvació i la predestinació, encara que també va escriure poemes amorosos. Ho formula així:
"que Dios es causa e ocasion de mal, / pues sabe tal omme que será perdido, / e fázelo e quiere que sea nascido / para pena e cuyta cruel, desygual (Cancionero de Baena, DXVIII)"
La seva lírica està marcada per aquest tarannà meditatiu i una contradicció interna que ha estat explicada per la seva condició de convers. Al respecte, Fraker estudia la poesia de Talavera com un producte intel·lectual típic d'un jueu convers a causa de la seva preocupació per difícils qüestions teològiques (la predestinació, l'origen del mal, el misteri de la Santíssima Trinitat, l'Encarnació, el patiment de Crist, etc.), el racionalisme averroista i la crítica social, que apareix clara en aquest passatge:
"Veo los nobles andar por mal cabo; / los simples alcançan honras, ofiçios, / los nesçios, honrados en sus benefiços; / doctores muy pobres andan en su cabo; / buen homne de armas non alcança razión; / peligra inoçente por grande ocasión / e muere en su cama probado ladrón"
 Tot i això, la seva crítica social es conté en el marc més general de les seves preocupacions filosòfiques i teològiques de retribució; es deixa notar l'àmbit cortesà d'una època influïda pel model estètic que oferia Francisco Imperial. El Marquès de Santillana ho recorda en el seu Proemi i carta al Conestable de Portugal, en fer un repàs per la poesia en llengües romàniques, amb aquestes escarides paraules:
"Fernán Sánchez Calavera, comendador de la orden de Calatrava, compuso asaz buenos decires."
Setze són els poemes de què consta la producció poètica de Talavera continguda al Cançoner de Baena. Els seus números són: 517, 525. 526, 529. 530, 531, 532, 533, 534, 535, 536, 537, 538, 540, 542 i 544. El 530, decir a la muerte de Ruy Diaz de Mendoza,, es troba també al Cançoner de Fernán Martínez de Burgos, i el 538, un dir a una donzella i la resposta d'ella, apareix al Cançoner de Ramón de Llavia.